# Adoracja Dzieciątka (obraz Lorenza Lotta)

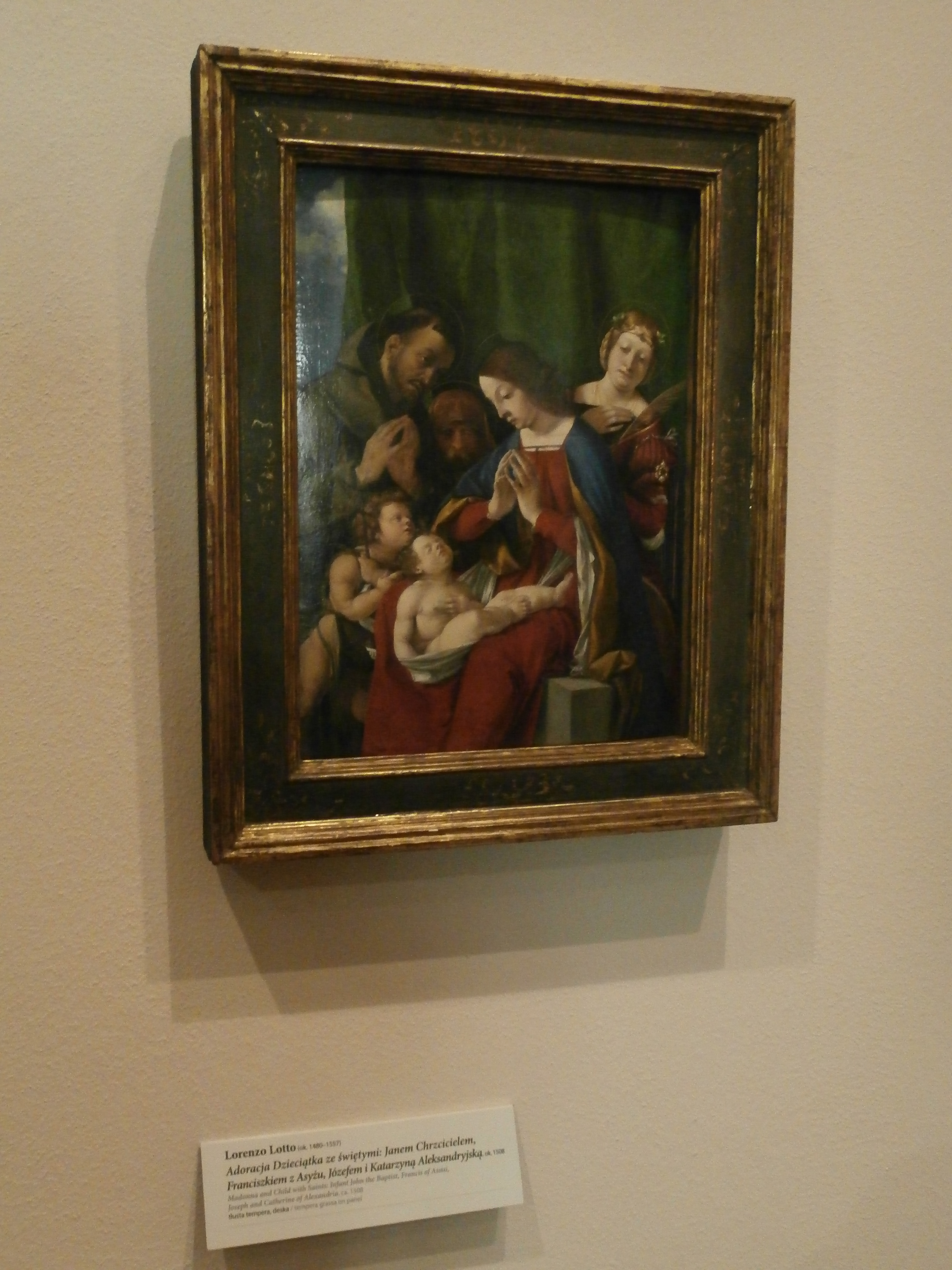
Obraz na ekspozycji w krakowskim Europeum

Adoracja Dzieciątka – obraz Lorenza Lotta, powstały około 1508 roku. Wykonany został na desce topolowej w technice tempery. Jest własnością Muzeum Narodowego w Krakowie, prezentowany jest w Muzeum Czartoryskich w Krakowie. Jest to jeden z najcenniejszych obrazów renesansowych w zbiorach polskich. 

## Historia
W XVII wieku obraz był częścią zbiorów Gaspara de Haro y Guzmana (1629–1687), ambasadora Hiszpanii w Rzymie i wicekróla Neapolu, jednego z największych ówczesnych kolekcjonerów. Świadczy o tym znak kolekcyjny na rewersie obrazu. W 1804 roku obraz kupił w Neapolu za 100 dukatów hrabia Jan Feliks Tarnowski. Trzydzieści lat później dzieło zostało podarowane jego siostrzeńcowi, kanonikowi kapituły krakowskiej ks. Janowi Karolowi Scipio del Campo. Na początku XX wieku obraz kupił hrabia Zygmunt Pusłowski. Kolejnym właścicielem był Xawery Pusłowski, który zapisał Adorację Dzieciątka swojemu synowi chrzestnemu, Markowi Rostworowskiemu. Ten w 1971 roku sprzedał dzieło Muzeum Narodowemu w Krakowie.
Adoracja Dzieciątka znalazła się w monografii Lorenza Lotta wydanej w 1901 roku przez wybitnego znawcę malarstwa renesansowego Bernarda Berensona.
W latach 1997–1998 obraz został wypożyczony na monograficzną wystawę Lorenzo Lotto. Rediscovered master of the Reneissance do Waszyngtonu, Bergamo i Paryża.